# Gauthier III de Nemours
Gauthier III de Nemours (... – Tunisi, 23 agosto 1270) è stato un militare francese, maresciallo di Francia nel 1257.

## Biografia

Stemma della famiglia de Villebéon

Gauthier III era figlio di Philippe II de Villebéon, signore di Nemours, ciambellano di Francia, e Marguerite d'Achères, ereditò la Signoria di Nemours alla morte del padre (1257).
Gauthier III contrasse matrimonio con Alix de Dreux (1257-1263 circa), figlia di Robert I de Dreux, visconte di Beu e Châteaudun; la coppia non ebbe figli.
Gauthier III prese parte alla settima crociata (1248-1250) combattendo al fianco del Re di Francia Luigi IX. Racconta Jean de Joinville che lui e Carlo I d'Angiò suscitarono la riprovazione del sovrano, notoriamente pio, giocando a dadi durante il viaggio per mare da Damietta a San Giovanni d'Acri.
Gauthier III nel 1257 succedette al defunto maresciallo Guillaume de Beaumont, e mantenne il titolo fino al 1262, quando lo cedette a Henri II Clément.
Nel 1270 prese parte all'ottava crociata, morendo davanti a Tunisi due giorni prima del suo sovrano.